# Grammy Award for Best Comedy Album
Der Grammy Award for Best Comedy Album (dt. Grammy-Auszeichnung für das beste Comedy-Album) ist ein Musikpreis, bei dem Künstler seit 1959 für qualitativ hochwertige Werke im Bereich der Humoristik ausgezeichnet werden.

## Hintergrund und Geschichte
Bei den Grammy Awards werden jährlich künstlerische Leistung, technische Kompetenz und musikalische Gesamtleistung in verschiedenen Kategorien von der National Academy of Recording Arts and Sciences (NARAS) verliehen, unabhängig von der Verkaufszahl des Werkes.
Um den Preis erhalten zu können, muss der Interpret im Jahr vor der Verleihung ein gesprochenes oder musikalisches Album herausgebracht haben, das mindestens 51 % vorher unveröffentlichtes Material enthält. Sollte das Album ein Comedyprogramm beinhalten, so muss auch dieses zu mindestens 51 % aus neuem Material bestehen. Das Album kann sowohl im Studio als auch live aufgenommen worden sein, auch Mitschnitte aus aktuellen Fernseh- oder Radioauftritten sind möglich. Ausgeschlossen von der Auszeichnung sind Hörbücher und Fernseh- oder Radiomitschnitte, die nicht im Vorjahr der Verleihung entstanden sind.
Der Grammy Award für das beste Comedy-Album wurde das erste Mal bei der ersten Grammyverleihung im Jahre 1959 verliehen. Von 1959 bis 1967 verlieh man ihm unter dem Namen Best Comedy Performance (dt. Beste Comedy-Darbietung), wobei der Preis in den Jahren 1960 und 1961 in die Sparten Musik und Sprache aufgeteilt war. 1968 wurde der Preis in Grammy Award for Best Comedy Recording (dt. Grammy-Auszeichnung für die beste Comedy-Aufnahme) umbenannt, diese Bezeichnung hatte bis 1991 Bestand. In den Jahren 1992 und 1993 und seit 2004 wird die Auszeichnung unter dem Namen Best Comedy Album verliehen, so dass seit diesem Zeitpunkt nur noch Alben prämiert werden können. Zwischen 1994 und 2003 wurde der Preis nur im gesprochenen Bereich verliehen und in Grammy Award for Best Spoken Comedy Album (dt. Grammy-Auszeichnung für das beste gesprochene Comedy-Album) umbenannt und als eigenständige Kategorie vergeben.

## Statistik
David Seville war der erste Musiker, dem die Auszeichnung im Jahre 1959 bei der ersten Grammyverleihung verliehen wurde. Bis heute ist Bill Cosby mit sieben Auszeichnungen der am häufigsten prämierte Interpret. George Carlin wurde 16 Mal nominiert und hält somit den Rekord für die meisten Nominierungen. Von diesen konnte er fünf Mal gewinnen, seine letzte Auszeichnung im Jahre 2009 wurde ihm posthum verliehen. Zwei Künstler, nämlich Garrison Keillor und Stan Freberg, wurden sechs Mal nominiert ohne die Auszeichnung jemals zu gewinnen. Mit Ausnahme des Kanadiers Tommy Chong, der 1974 zusammen mit Cheech Marin gewann, und der neuseeländischen Gruppe Flight of the Conchords wurde die Auszeichnung bisher nur an US-Amerikaner verliehen.

## Gewinner und nominierte Künstler
| Jahr                             | Künstler / Band                            | Nationalität              | Werk                                                                                        | Weitere nominierte Künstler | Bilder der Künstler                    |
| -------------------------------- | ------------------------------------------ | ------------------------- | ------------------------------------------------------------------------------------------- | --- | -------------------------------------- |
| 1959 4. Mai 1959                 | David Seville                              | Vereinigte Staaten        | The Chipmunk Song (Christmas Don’t Be Late)                                                 | - Stan Freberg – Green Christmas - Mike Nichols, Elaine May – Improvisations to Music - Stan Freberg – The Best of the Stan Freberg Shows - Mort Sahl – The Future Lies Ahead                                                                              |                                        |
| 1960 29. November 1959 (Musik)   | Homer & Jethro                             | Vereinigte Staaten        | The Battle of Kookamonga                                                                    | - Betty Comden, Adolph Green – A Party with Betty Comden and Adolph Green - Cliff Arquette – Charlie Weaver Sings for His People - Hans Conreid, Alice Pearce – Monster Rally - Bernie Green – Musically Mad                                               |                                        |
| 1960 29. November 1959 (Sprache) | Shelley Berman                             | Vereinigte Staaten        | Inside Shelly Berman                                                                        | - Andy Griffith – Hamlet - Mort Sahl – Look Forward in Anger - Lenny Bruce – Sick Humor - Stan Freberg – Stan Freberg with Original Cast |                                        |
| 1961 13. April 1961 (Musik)      | Paul Weston, Jo Stafford                   | Vereinigte Staaten        | Jonathan and Darlene Edwards in Paris                                                       | - David Seville – Alvin for President - Tom Lehrer – An Evening Wasted with Tom Lehrer - Homer & Jethro – Homer and Jethro at the Country Club - Stan Freberg – The Old Payola Roll Blues                                                                  | Jo Stafford, 1946                      |
| 1961 13. April 1961 (Sprache)    | Bob Newhart                                | Vereinigte Staaten        | Button Down Mind Strikes Back                                                               | - Carl Reiner, Mel Brooks – 2,000 Year Old Man - Shelley Berman – The Edge of Shelley Berman - Jonathan Winters – The Wonderful World of Jonathan Winters                                                                                                  | Bob Newhart, 1987                      |
| 1962 29. Mai 1962                | Mike Nichols, Elaine May                   | Vereinigte Staaten        | An Evening with Mike Nichols and Elaine May                                                 | - Jonathan Winters – Here’s Jonathan - Bill Dana – Jose Jimenez the Astronaut - Stan Freberg – Stan Freberg Presents the United States of America |                                        |
| 1963 15. Mai 1963                | Vaughn Meader                              | Vereinigte Staaten        | The First Family                                                                            | - Jonathan Winters – Another Day, Another World - Alan Bennett, Peter Cook, Jonathan Miller, Dudley Moore – Beyond the Fringe - Allan Sherman – My Son, the Folk Singer - Elaine May, Mike Nichols – Nichols and May Examine Doctors                       |                                        |
| 1964 12. Mai 1964                | Allan Sherman                              | Vereinigte Staaten        | Hello Mudduh, Hello Faddah                                                                  | - Bill Cosby – Bill Cosby Is a Very Funny Fellow, Right! - Carl Reiner, Mel Brooks – Carl Reiner and Mel Brooks at the Cannes Film Festival - Cassius Clay – I Am the Greatest! - Smother Brothers – Think Ethnic                                          |                                        |
| 1965 13. April 1965              | Bill Cosby                                 | Vereinigte Staaten        | I Started Out as a Child                                                                    | - Allan Sherman – For Swingin’ Livers Only! - Godfrey Cambridge – Ready or Not, Here Comes Godfrey Cambridge - Jonathan Winters – Whistle Stopping - Woody Allen – Woody Allen                                                                             | Bill Cosby, ca. 1960                   |
| 1966 15. März 1966               | Bill Cosby                                 | Vereinigte Staaten        | Why Is There Air?                                                                           | - Smothers Brothers – Mom Always Liked You Best - Godfrey Cambridge – Them Cotton Pickin’ Days Is Over - Earl Doud, Allen Robin – Welcome to the L.B.J. Ranch - Bob Booker, George Foster – You Don’t Have to Be Jewish                                    | Bill Cosby, 1969                       |
| 1967 2. März 1967                | Bill Cosby                                 | Vereinigte Staaten        | Wonderfulness                                                                               | - Archie Campbell – Have a Laugh on Me - Homer & Jethro – Wanted for Murder - Mrs. Miller – Downtown - Don Bowman – Funny Way to Make an Album | Bill Cosby, 1991                       |
| 1968 29. Februar 1968            | Bill Cosby                                 | Vereinigte Staaten        | Revenge                                                                                     | - Archie Campbell – The Cockfight and Other Tall Tales - Flip Wilson – Cowboys and Colored People - George Carlin – Take-Offs and Put-Ons - Lenny Bruce – Lenny Bruce in Concert                                                                           | Bill Cosby, 2006                       |
| 1969 12. März 1969               | Bill Cosby                                 | Vereinigte Staaten        | To Russell, My Brother, Whom I Slept With                                                   | - W. C. Fields – Original Voice Tracks from Great Movies - Dan Rowan, Dick Martin – Rowan and Martin’s Laugh-In - Don Rickles – Hello Dummy! Don Rickles - Flip Wilson – Flip Wilson, You Devil You                                                        | Bill Cosby, 2006                       |
| 1970 11. März 1970               | Bill Cosby                                 | Vereinigte Staaten        | The Best of Bill Cosby                                                                      | - W.C. Fields – W.C. Fields on Radio - Dan Rowan, Dick Martin – Laugh-In '69 - Don Rickles – Don Rickles Speaks! - Lenny Bruce – Berkeley Concert | Bill Cosby, 2011                       |
| 1971 16. März 1971               | Flip Wilson                                | Vereinigte Staaten        | The Devil Made Me Buy This Dress                                                            | - Bill Cosby – Live at Madison Square Garden - David Frye – I Am the President - Homer & Jethro – Daddy Played First Base - Orson Welles – The Begatting of the President                                                                                  |                                        |
| 1972 15. März 1972               | Lily Tomlin                                | Vereinigte Staaten        | This Is a Recording                                                                         | - Bill Cosby – When I Was a Kid - Cheech & Chong – Cheech and Chong - Flip Wilson – Flip: The Flip Wilson Show - Hudson & Landry – Ajax Liquor Store | Lily Tomlin                            |
| 1973 3. März 1973                | George Carlin                              | Vereinigte Staaten        | FM & AM                                                                                     | - Carroll O’Connor, Jean Stapleton, Sally Struthers, Rob Reiner – All in the Family - Cheech & Chong – Big Bambu - Flip Wilson – Geraldine | George Carlin                          |
| 1974 2. März 1974                | Cheech & Chong                             | Vereinigte Staaten Kanada | Los Cochinos                                                                                | - Bill Cosby – Fat Albert - David Frye – Richard Nixon: A Fantasy - George Carlin – Occupation: Foole - National Lampoon – Lemmings - Robert Klein – Child of the 50s                                                                                      | Cheech & Chong                         |
| 1975 1. März 1975                | Richard Pryor                              | Vereinigte Staaten        | That Nigger’s Crazy                                                                         | - Cheech & Chong – Cheech and Chong’s Wedding Album - David Steinberg – Booga! Booga! - National Lampoon – Missing White House Tapes - Robert Klein – Mind over Matter                                                                                     | Richard Pryor                          |
| 1976 28. Februar 1976            | Richard Pryor                              | Vereinigte Staaten        | Is It Something I Said?                                                                     | - Albert Brooks – A Star Is Bought - George Carlin – An Evening with Wally London Featuring Bill Slaszo - Lily Tomlin – Modern Scream - Monty Python – Matching Tie and Handkerchief                                                                       | Richard Pryor, 1986                    |
| 1977 19. Februar 1977            | Richard Pryor                              | Vereinigte Staaten        | Bicentennial Nigger                                                                         | - Bill Cosby – Bill Cosby Is Not Himself These Days, Rat Own, Rat Own, Rat Own - Cheech & Chong – Sleeping Beauty - National Lampoon – Goodbye Pop - Redd Foxx – You Gotta Wash Your Ass                                                                   | Richard Pryor, 1986                    |
| 1978 23. Februar 1978            | Steve Martin                               | Vereinigte Staaten        | Let’s Get Small                                                                             | - Ernie Kovacs – The Ernie Kovacs Album - George Carlin – On the Road - NBC’s Saturday Night Live Cast – Saturday Night Live - Richard Pryor – Are You Serious???                                                                                          | Steve Martin                           |
| 1979 15. Februar 1979            | Steve Martin                               | Vereinigte Staaten        | A Wild and Crazy Guy                                                                        | - Lily Tomlin – On Stage - Martin Mull – Sex and Violins - Richard Pryor – The Wizard of Comedy - Rutles – The Rutles (All You Need Is Cash) | Steve Martin                           |
| 1980 27. Februar 1980            | Robin Williams                             | Vereinigte Staaten        | Reality … What a Concept                                                                    | - Blues Brothers – Rubber Biscuit - Ray Stevens – I Need Your Help, Barry Manilow - Richard Pryor – Wanted - Steve Martin – Comedy Is Not Pretty | Robin Williams                         |
| 1981 25. Februar 1981            | Rodney Dangerfield                         | Vereinigte Staaten        | No Respect                                                                                  | - Gilda Radner – Live from New York - Monty Python – Contractual Obligation - Richard Pryor – Holy Smoke - Father Guido Sarducci – Live at St. Douglas Convent                                                                                             | Rodney Dangerfield                     |
| 1982 24. Februar 1982            | Richard Pryor                              | Vereinigte Staaten        | Rev. Du Rite                                                                                | - John Morris – Mel Brooks’ History of the World Part I - Elmer Bernstein – Airplane! - Alvin and the Chipmunks – Urban Chipmunk - Mel Brooks – The Inquisition                                                                                            | Richard Pryor, 1986                    |
| 1983 23. Februar 1983            | Richard Pryor                              | Vereinigte Staaten        | Live on the Sunset Strip                                                                    | - Bob McKenzie, Doug McKenzie – Great White North - Eddie Murphy – Eddie Murphy - George Carlin – A Place for My Stuff - Steve Martin – The Steve Martin Brothers                                                                                          | Richard Pryor, 1986                    |
| 1984 28. Februar 1984            | Eddie Murphy                               | Vereinigte Staaten        | Eddie Murphy: Comedian                                                                      | - Bill Cosby – Bill Cosby Himself - Joan Rivers – What Becomes a Semi-Legend Most? - Monty Python – Monty Python’s ‚The Meaning of Life‘ - Robin Williams – Throbbing Python of Love                                                                       | Eddie Murphy (1988)                    |
| 1985 26. Februar 1985            | Weird Al Yankovic                          | Vereinigte Staaten        | Eat It                                                                                      | - Fireside Theatre – The 3 Faces of Al (Nick Danger) - Richard Pryor – Here and Now - Rick Dees – Hurt Me Baby, Make Me Write Bad Checks! - Rodney Dangerfield – Rappin’ Rodney                                                                            | Weird Al Yankovic (2009)               |
| 1986 25. Februar 1986            | Whoopi Goldberg                            | Vereinigte Staaten        | Whoopi Goldberg                                                                             | - Weird Al Yankovic – Dare to Be Stupid - Billy Crystal – You Look Marvelous - Cheech & Chong – Born in East L. A. - Joe Piscopo – Honeymooners Rap | Whoopi Goldberg (1992)                 |
| 1987 24. Februar 1987            | Bill Cosby                                 | Vereinigte Staaten        | Those of You with or Without Children, You’ll Understand                                    | - Bette Midler – Mud Will Be Flung Tonight! - Bob Elliott, Ray Goulding – Bob and Ray: A Night of Two Stars Recorded Live at Carnegie Hall - George Carlin – Playin’ with Your Head - Rodney Dangerfield – Twist and Shout - Steven Wright – I Have a Pony | Bill Cosby, 2011                       |
| 1988 2. März 1988                | Robin Williams                             | Vereinigte Staaten        | A Night at the Met                                                                          | - Bob Elliott, Ray Goulding – The Best of Bob and Ray, Vol. 1 - Jackie Mason – The World According to Me! - Ray Stevens – Would Jesus Wear a Rolex? - Weird Al Yankovic – Polka Party!                                                                     | Robin Williams (2008)                  |
| 1989 22. Februar 1989            | Robin Williams                             | Vereinigte Staaten        | Good Morning, Vietnam                                                                       | - George Carlin – What Am I Doing in New Jersey? - Jonathan Winters – Jonathan Winters Finally Captured - Weird Al Yankovic – Even Worse - Whoopi Goldberg – Fontaine: Why Am I Straight?                                                                  | Robin Williams (2003)                  |
| 1990 21. Februar 1990            | Peter Schickele                            | Vereinigte Staaten        | P.D.Q Bach: 1712 Overture and Other Musical Assaults                                        | - Andrew Dice Clay – Dice - Erma Bombeck – Motherhood: The Second Oldest Profession - Sam Kinison – Wild Thing - Sandra Bernhard – Without You I’m Nothing                                                                                                 | Peter Schickele (2010)                 |
| 1991 20. Februar 1991            | Peter Schickele                            | Vereinigte Staaten        | P.D.Q Bach: Oedipus Tex and Other Choral Calamities                                         | - Bob Elliott, Ray Goulding – The Best of Bob and Ray: Selections from a Career, Vol. 4 - Garrison Keillor – More News from Lake Wobegon - Jonathan Winters – Jonathan Winters into the … ’90s - Verschiedene Interpreten – The Best of Comic Relief '90   | Peter Schickele (2010)                 |
| 1992 26. Februar 1992            | Peter Schickele                            | Vereinigte Staaten        | P.D.Q. Bach: WTWP Classical Talkity-Talk Radio                                              | - Erma Bombeck – When You Look Like Your Passport Photo, It’s Time to Go Home - Garrison Keillor – Local Man Moves to the City - George Carlin – Parental Advisory: Explicit Lyrics - Jackie Mason – Brand New                                             | Peter Schickele (2010)                 |
| 1993 24. Februar 1993            | Peter Schickele                            | Vereinigte Staaten        | P.D.Q Bach: Music for an Awful Lot of Winds and Percussion                                  | - George Burns – An Evening with George Burns - Jonathan Winters – Jonathan Winters Is Terminator 3 - Rita Rudner – Naked Beneath My Clothes - Weird Al Yankovic – Off the Deep End                                                                        | Peter Schickele (2010)                 |
| 1994 1. März 1994                | George Carlin                              | Vereinigte Staaten        | Jammin’ in New York                                                                         | - Al Franken – You’re Good Enough, You’re Smart Enough, and Doggone It, People Like You! - Erma Bombeck – A Marriage Made in Heaven or Too Tired for an Affair - Garrison Keillor – Lake Wobegon U.S.A. - Leslie Nielsen – Leslie Nielsen: The Naked Truth | George Carlin (2008)                   |
| 1995 1. März 1995                | Sam Kinison                                | Vereinigte Staaten        | Live from Hell                                                                              | - Adam Sandler – They’re All Gonna Laugh at You - Christopher Cerf – The Official Politically Correct Dictionary and Handbook - Jerky Boys – The Jerky Boys 2 - Judy Tenuta – Attention Butt Pirates and Lesbetarians                                      |                                        |
| 1996 28. Februar 1996            | Jonathan Winters                           | Vereinigte Staaten        | Crank Calls                                                                                 | - Don Imus – God's Other Son - Jeff Foxworthy – Games Rednecks Play - Judy Tenuta – In Goddess We Trust - Martin Lawrence – Funk It | Jonathan Winters (1986)                |
| 1997 26. Februar 1997            | Al Franken                                 | Vereinigte Staaten        | Rush Limbaugh Is a Big Fat Idiot                                                            | - Adam Sandler – What the Hell Happened to Me? - Dennis Miller – The Rants - Peter Schickele – The Definitive Biography of P.D.Q. Bach - Stan Freberg – Stan Freberg Presents the United States of America, Vol. 2 (The Middle Years)                      | Al Franken (2009)                      |
| 1998 25. Februar 1998            | Chris Rock                                 | Vereinigte Staaten        | Roll with the New                                                                           | - Bob Newhart – Button Down Concert - Drew Carey – Dirty Jokes and Beer: Stories of the Unrefined - Garrison Keillor – Garrison Keillor’s Comedy Theatre - Julia Sweeney – God Said Ha!                                                                    | Chris Rock (2008)                      |
| 1999 24. Februar 1999            | Mel Brooks, Carl Reiner                    | Vereinigte Staaten        | The 2000 Year Old Man in the Year 2000                                                      | - Firesign Theatre – Give Me Immortality or Give Me Death - Jeff Foxworthy – Totally Committed - Jerry Seinfeld – I’m Telling You for the Last Time - Steve Martin – Pure Drivel                                                                           | Mel Brooks (1984) · Carl Reiner (1989) |
| 2000 23. Februar 2000            | Chris Rock                                 | Vereinigte Staaten        | Bigger and Blacker                                                                          | - Garrison Keillor – A Prairie Home Companion - 25th Anniversary Collection - Adam Sandler – Stan and Judy’s Kid - Carl Reiner – How Paul Robeson Saved My Life and Other Mostly Happy Stories - George Carlin – You Are All Diseased                      | Chris Rock (2012)                      |
| 2001 21. Februar 2001            | George Carlin                              | Vereinigte Staaten        | Braindroppings                                                                              | - Dennis Miller – I Rant, Therefore I Am - Jeff Foxworthy – Big Funny - Richard Dreyfuss, Marsha Mason – The Prisoner of Second Avenue - Steve Harvey, D.L. Hughley, Cedric the Entertainer, Bernie Mac – The Original Kings of Comedy                     | George Carlin (2008)                   |
| 2002 27. Februar 2002            | George Carlin                              | Vereinigte Staaten        | Napalm & Sillyputty                                                                         | - Laura Hayes, Adele Givens, Sommore, Mo’Nique – The Queens of Comedy - Margaret Cho – I’m the One That I Want - Ray Romano – Live at Carnegie Hall - The Firesign Theatre – The Bride of Firesign                                                         | George Carlin                          |
| 2003 23. Februar 2003            | Robin Williams                             | Vereinigte Staaten        | Robin Williams - Live 2002                                                                  | - Al Franken – Oh, the Things I Know! - Dennis Miller – The Rant Zone - George Carlin – Complaints and Grievances - Jimmy Fallon – The Bathroom Wall | Robin Williams, 2011                   |
| 2004 8. Februar 2004             | Weird Al Yankovic                          | Vereinigte Staaten        | Poodle Hat                                                                                  | - David Cross – Shut Up, You F***ing Baby! - Garrison Keillor – A Life in Comedy - George Lopez – Team Leader - Margaret Cho – Revolution | Weird Al Yankovic                      |
| 2005 13. Februar 2005            | Jon Stewart, Darsteller von The Daily Show | Vereinigte Staaten        | The Daily Show with Jon Stewart Presents … America: A Citizen’s Guide to Democracy Inaction | - David Sedaris – Live at Carnegie Hall - Ellen DeGeneres – The Funny Thing Is … - Al Franken – The O’Franken Factor Factor - The Very Best of the O’Franken Factor - Triumph the Insult Comic Dog – Come Poop with Me                                     | Jon Stewart (2008)                     |
| 2006 8. Februar 2006             | Chris Rock                                 | Vereinigte Staaten        | Never Scared                                                                                | - Lewis Black – Luther Burbank Performing Arts Center Blues - Larry the Cable Guy – The Right to Bare Arms - Rick Moranis – The Agoraphobic Cowboy - Verschiedene Interpreten – Family Guy Live in Vegas                                                   | Chris Rock (2012)                      |
| 2007 11. Februar 2007            | Lewis Black                                | Vereinigte Staaten        | The Carnegie Hall Performance                                                               | - George Carlin – Life Is Worth Losing - Weird Al Yankovic – Straight Outta Lynwood - Ron White – You Can’t Fix Stupid - Bill Engvall, Ron White, Jeff Foxworthy, Larry the Cable Guy – Blue Collar Comedy Tour - One for the Road                         | Lewis Black (2007)                     |
| 2008 10. Februar 2008            | Flight of the Conchords                    | Neuseeland                | The Distant Future                                                                          | - George Lopez – America’s Mexican - Lisa Lampanelli – Dirty Girl - Steven Wright – I Still Have a Pony - Harry Shearer – Songs Pointed & Pointless | Flight of the Conchords (2007)         |
| 2009 8. Februar 2009             | George Carlin                              | Vereinigte Staaten        | It’s Bad for Ya                                                                             | - Lewis Black – Anticipation - Flight of the Conchords – Flight of the Conchords - Kathy Griffin – For Your Consideration - Harry Shearer – Songs of the Bushmen                                                                                           | George Carlin, 2011                    |
| 2010 31. Januar 2010             | Stephen Colbert                            | Vereinigte Staaten        | A Colbert Christmas: The Greatest Gift of All!                                              | - Spinal Tap – Back from the Dead - Weird Al Yankovic – Internet Leaks - Patton Oswalt – My Weakness Is Strong - Kathy Griffin – Suckin’ It for the Holidays - George Lopez – Tall, Dark & Chicano                                                         | Stephen Colbert (2011)                 |
| 2011 13. Februar 2011            | Lewis Black                                | Vereinigte Staaten        | Stark Raving Black                                                                          | - Margaret Cho – Cho Dependent - Flight of the Conchords – I Told You I Was Freaky - Kathy Griffin – Kathy Griffin Does the Bible Belt - Robin Williams – Weapons of Self Destruction                                                                      | Lewis Black (2007)                     |
| 2012 12. Februar 2012            | Louis C. K.                                | Vereinigte Staaten        | Hilarious                                                                                   | - Weird Al Yankovic – Alpocalypse - Patton Oswalt – Finest Hour - Kathy Griffin – Kathy Griffin: 50 & Not Pregnant - The Lonely Island – Turtleneck & Chain                                                                                                | Louis C. K. (2008)                     |
| 2013 10. Februar 2013            | Jimmy Fallon                               | Vereinigte Staaten        | Blow Your Pants Off                                                                         | - Margaret Cho - Cho Dependent (Live in Concert) - Lewis Black - In God We Rust - Kathy Griffin - Kathy Griffin: Seaman 1st Class - Jim Gaffigan - Mr. Universe - Tenacious D - Rize of the Fenix                                                          | Jimmy Fallon (2013)                    |
| 2014 26. Januar 2014             | Kathy Griffin                              | Vereinigte Staaten        | Calm Down Gurrl                                                                             | - Craig Ferguson - I’m Here to Help - Ron White - A Little Unprofessional - Tig Notaro - Live - Bob Saget - That’s What I’m Talkin’ About | Kathy Griffin (2011)                   |
| 2015 8. Februar 2015             | Weird Al Yankovic                          | Vereinigte Staaten        | Mandatory Fun                                                                               | - Jim Gaffigan – Obsessed - Louis C. K. – Oh My God - Patton Oswalt – Tragedy Plus Comedy Equals Time - Sarah Silverman – We Are Miracles | „Weird Al“ Yancovic (2010)             |
| 2016 15. Februar 2016            | Louis C.K.                                 | Vereinigte Staaten        | Live at Madison Square Garden                                                               | - Lisa Lampanelli – Back to the Drawing Board - Wyatt Cenac – Brooklyn - Jay Mohr – Happy. And a Lot - Craig Fergusson – Just Being Honest | Louis C.K. (2013)                      |
| 2017 12. Februar 2017            | Patton Oswalt                              | Vereinigte Staaten        | Talking for Clapping                                                                        | - David Cross – … America … Great … - Margaret Cho – American Myth - Tig Notaro – Boyish Girl Interrupted - Amy Schumer – Live at the Apollo | Patton Oswalt (2010)                   |
| 2018 28. Januar 2018             | Dave Chappelle                             | Vereinigte Staaten        | The Age of Spin & Deep in the Heart of Texas                                                | - Jim Gaffigan – Cinco - Jerry Seinfeld – Jerry Before Seinfeld - Sarah Silverman – A Speck of Dust - Kevin Hart – What Now? |                                        |
| 2019 10. Februar 2019            | Dave Chappelle                             | Vereinigte Staaten        | Equanimity & The Bird Revelation                                                            | - Patton Oswalt – Annihilation - Jim Gaffigan – Noble Ape - Fred Armisen – Standup for Drummers - Chris Rock – Tamborine |                                        |
| 2020 26. Januar 2020             | Dave Chappelle                             | Vereinigte Staaten        | Sticks & Stones                                                                             | - Jim Gaffigan – Quality Time - Ellen DeGeneres – Relatable - Aziz Ansari – Right Now - Trevor Noah – Son of Patricia |                                        |
| 2021 14. März 2021               | Tiffany Haddish                            | Vereinigte Staaten        | Black Mitzvah                                                                               | - Patton Oswalt – I Love Everything - Jim Gaffigan – The Pale Tourist - Bill Burr – Paper Tiger - Jerry Seinfeld – 23 Hours to Kill |                                        |
| 2022 3. April 2022               | Louis C. K.                                | Vereinigte Staaten        | Sincerely Louis CK                                                                          | - Lavell Crawford – The Comedy Vaccine - Chelsea Handler – Evolution - Lewis Black – Thanks for Risking Your Life - Nate Bargatze – The Greatest Average American - Kevin Hart – Zero F*cks Given                                                          |                                        |
| 2023 5. Februar 2023             | Dave Chappelle                             | Vereinigte Staaten        | The Closer                                                                                  | - Jim Gaffigan – Comedy Monster - Randy Rainbow – A Little Brains, a Little Talent - Louis CK – Sorry - Patton Oswalt – We All Scream |                                        |
| 2024 4. Februar 2024             | Dave Chappelle                             | Vereinigte Staaten        | What’s in a Name                                                                            | - Trevor Noah – I Wish You Would - Wanda Sykes – I’m an Entertainer - Chris Rock – Selective Outrage - Sarah Silverman – Someone You Love |                                        |
| 2025 2. Februar 2025             | Dave Chappelle                             | Vereinigte Staaten        | The Dreamer                                                                                 | - Armageddon von Ricky Gervais - The Prisoner von Jim Gaffigan - Someday You’ll Die von Nikki Glaser - Where Was I von Trevor Noah |                                        |